# Wei Qingguang
Wei Qingguang (韦晴光S; Nanning, 2 luglio 1962) è un ex tennistavolista cinese.
Ha vinto la medaglia d'oro olimpica nel tennis tavolo alle Olimpiadi di Seul 1988, in particolare nella gara di doppio insieme a Chen Longcan.